# Estació de penitència

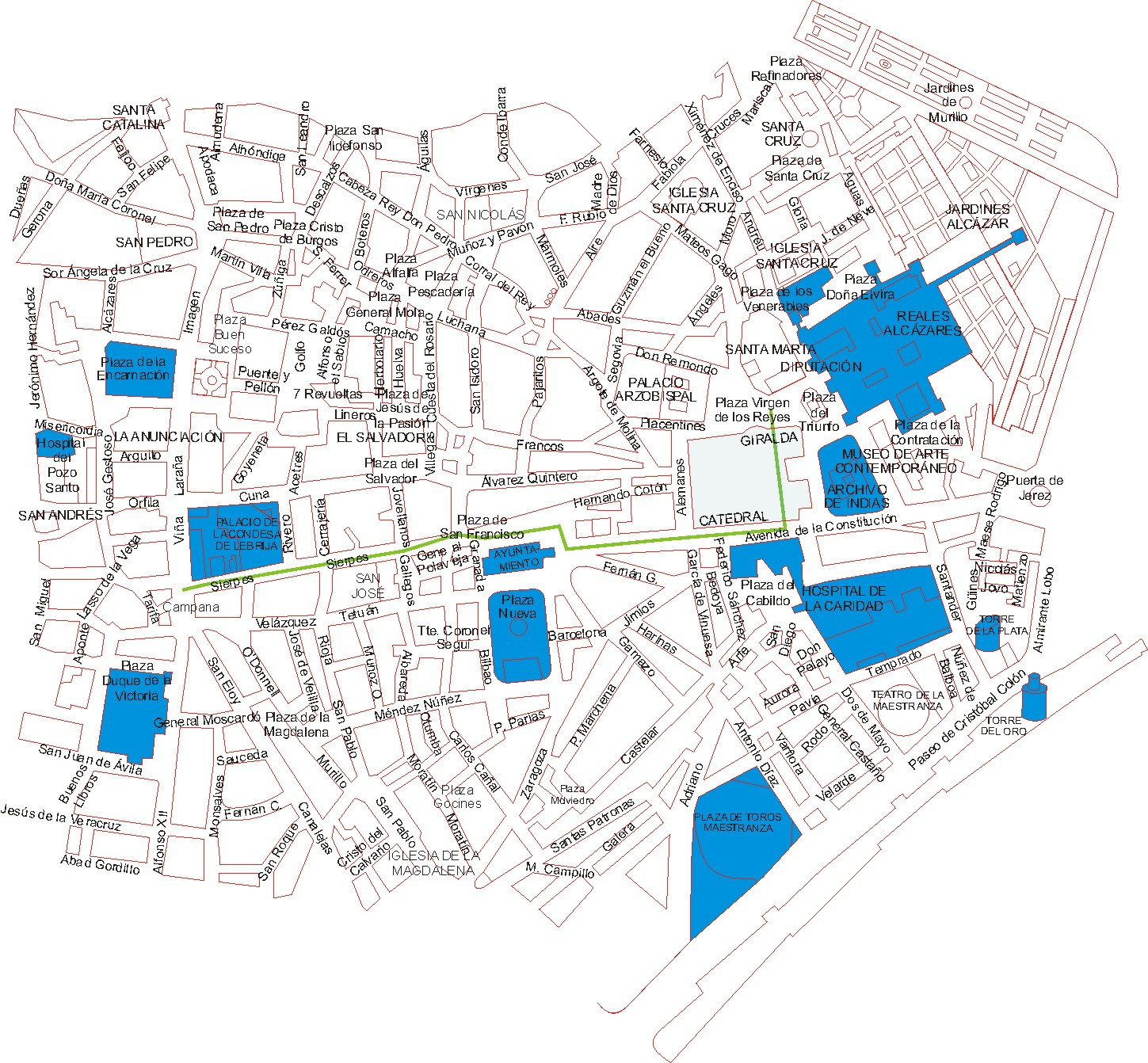
Carrera Oficial de la Setmana Santa de Sevilla: estació a la S.E. Catedral

L'estació de penitència (estación de penitencia en espanyol) és el nom que es dona a la processó que les germanors passionistes realitzen en Setmana Santa pels carrers de diferents ciutats espanyoles, sempre que durant el seu recorregut la confraria faci visita (d'aquí el terme estació) almenys a un temple. En cas de no produir-se aquesta estació, el terme processó de penitència sol ser el més adequat. Bé es tracti d'una o altra, els natzarens acompanyen les imatges titulars de les seves germanors organitzats en dues o fins i tot tres files (depenent de la germanor) i el silenci i l'oració han d'estar presents des del seu començament fins al final.
En els seus orígens (segle XVI) les confraries solien fer estació de penitència en un nombre simbòlic de temples (per exemple, cinc per les cinc nafres de Jesucrist o set per les set paraules de Crist en la creu) en els quals feien adoració al Santíssim Sagrament el Dijous Sant i on solien recollir les almoines que els oferien els fidels que Dijous i Divendres Sant assistien als Oficis Divins o duien a terme devocions privades. En aquest mateix període, els itineraris a recórrer per les confraries no estaven prèviament fixats ni pactats entre elles; el que donava lloc a freqüents conflictes a l'hora de determinar el dret de pas de cadascuna respecte a una altra amb la qual s'hagués trobat en un punt donat del seu recorregut.
Així doncs, i per posar fi als altercats que en aquests casos es produïen, ja des de principis del segle xvii les autoritats eclesiàstiques van començar a imposar recorreguts i estacions forçoses a les confraries. Referent a això, la normativa més coneguda i la que històricament ha donat lloc a les més famoses estacions de penitència de la setmana santa espanyola, va ser l'obligada estació a la Santa Església Catedral Metropolitana de Sevilla imposada a totes les confraries de penitència de la ciutat pel cardenal Niño de Guevara en el sínode diocesà de 1604.